# دهستان ماکسا
دهستان ماکسا (به لاتین: Mäksa Parish) یک دهستان در استونی است که در شهرستان تارتو واقع شده‌است.